# 佩里耶库拉姆
佩里耶库拉姆（Periyakulam），是印度泰米尔纳德邦Theni县的一个城镇。总人口42039（2001年）。

## 人口
该地2001年总人口42039人，其中男性21139人，女性20900人；0—6岁人口4256人，其中男2221人，女2035人；识字率75.58%，其中男性为82.09%，女性为69.00%。